# Dispira punctata
Dispira punctata är en rundmaskart som beskrevs av Nathan Augustus Cobb 1933. Dispira punctata ingår i släktet Dispira och familjen Cyatholaimidae. Inga underarter finns listade i Catalogue of Life.